# Свети Йоан Предтеча (Сяр)
„Свети Йоан Предтеча“ (на гръцки: Αγίου Ιωάννου Προδρόμου) е възрожденска православна църква в източномакедонския град Сяр (Серес), Егейска Македония, Гърция. Част е от Сярската и Нигритска епархия на Вселенската патриаршия. В архитектурно отношение представлява типичната за XIX век трикорабна базилика с женска църква.
В 1990 година заради оригиналния си архитектурен стил и декорация храмът е обявен за защитен паметник на културата.